# 魚町 (豊橋市)
魚町（うおまち）は、愛知県豊橋市の地名。

## 地理
豊橋市中央部に位置する。東は大手町、西は花園町・新本町、南は広小路3丁目、北は札木町に接する。

### 学区
- 公立高等学校 - 三河学区
- 公立中学校 - 豊橋市立中部中学校[WEB 5]
- 公立小学校 - 豊橋市立新川小学校[WEB 5]

## 歴史

### 人口の変遷
国勢調査による人口および世帯数の推移。
| 1995年（平成7年）  | 105世帯 274人 |  |
| 2000年（平成12年） | 100世帯 247人 |  |
| 2005年（平成17年） | 97世帯 247人  |  |
| 2010年（平成22年） | 125世帯 259人 |  |
| 2015年（平成27年） | 119世帯 230人 |  |

### 沿革
- 1889年（明治22年） - 明治初年からの豊橋魚町の名称から、豊橋町魚町となる[2]。
- 1906年（明治39年） - 豊橋市魚町となる[2]。
- 1958年（昭和33年） - 清水町・紺屋町・札木町・本町・神明町・花園町・三浦町・新銭町の各一部を編入し、一部が大手町・札木町・花園町・新本町にそれぞれ編入される[2]。

## 交通
- 国道259号[1]
- 豊橋鉄道市内線札木駅[1]

- 札木駅（電停）

## 施設
- 神明公園[1]
- 顕本法華宗妙円寺[1]
- 天台宗神宮寺[1]
- 安海熊野神社[1]
- サンヨネ本店
- ヤマサちくわ本店

- 神宮寺
- 安海熊野神社
- 妙円寺
- サンヨネ本店
- ヤマサちくわ本店

## 出身人物
- 田中田新（当時、吉田魚町）[3]

### WEB
1. ↑  “愛知県豊橋市の町丁・字一覧”.   人口統計ラボ. 2023年4月13日閲覧。
2. ↑  総務省統計局 (2017年1月27日). “平成27年国勢調査の調査結果(e-Stat) - 男女別人口及び世帯数 －町丁・字等” (CSV). 2021年7月21日閲覧。
3. ↑  “愛知県豊橋市の郵便番号一覧”.   日本郵便. 2023年4月13日閲覧。
4. ↑  “市外局番の一覧” (PDF).   総務省 (2022年3月1日). 2022年3月22日閲覧。
5. 1 2  豊橋市教育委員会学校教育課学事グループ (2021年3月1日). “豊橋市小・中学校通学区域早見表” (PDF).   豊橋市. 2024年11月15日閲覧。
6. ↑  総務省統計局 (2014年3月28日). “平成7年国勢調査の調査結果(e-Stat) - 男女別人口及び世帯数 －町丁・字等” (CSV). 2021年7月20日閲覧。
7. ↑  総務省統計局 (2014年5月30日). “平成12年国勢調査の調査結果(e-Stat) - 男女別人口及び世帯数 －町丁・字等” (CSV). 2021年7月20日閲覧。
8. ↑  総務省統計局 (2014年6月27日). “平成17年国勢調査の調査結果(e-Stat) - 男女別人口及び世帯数 －町丁・字等” (CSV). 2021年7月21日閲覧。
9. ↑  総務省統計局 (2012年1月20日). “平成22年国勢調査の調査結果(e-Stat) - 男女別人口及び世帯数 －町丁・字等” (CSV). 2021年7月21日閲覧。
10. ↑  総務省統計局 (2017年1月27日). “平成27年国勢調査の調査結果(e-Stat) - 男女別人口及び世帯数 －町丁・字等” (CSV). 2021年7月21日閲覧。

### 書籍
1. 1 2 3 4 5 6 7 8  「角川日本地名大辞典」編纂委員会 1989, p. 1784.
2. 1 2 3  「角川日本地名大辞典」編纂委員会 1989, p. 213.
3. ↑  郷土豊橋を築いた先覚者たち編集委員会 1986, p. 282.